# 陸餘慶
陸餘慶（?—?），唐朝苏州吴县人。南梁琅邪太守陸完玄孙，南梁宣城王記室參軍陸令公曾孙。陆琰、陸瑜侄孙，南陈右军将军陸珣之孙，陆元方从叔。

## 生平
年轻时与知名之士陈子昂、宋之问、卢藏用、道士司马承祯、道人法成等交游，虽才学不及陈子昂等，而风流强辩过之。陸餘慶与赵贞固、卢藏用、陈子昂、杜审言、宋之问、毕构、郭袭微、司马承祯、释怀一，号称“方外十友”。
他正直高雅有祖父之风。成年后，名未显，其兄陆玄表叹道：“你名不显，也没有做官，怎么办？”陸餘慶感愤，闭门读书三年，以博学著称。举制策甲科，补萧县县尉。升任阳城县尉。武则天封嵩山，以置办用具之劳，擢升为监察御史。圣历初年，灵州、胜州二州党项诱北胡寇边，陸餘慶奉诏抚慰，说明恩信，蕃酋率众内附。升任殿中侍御史、凤阁舍人。武则天命他在殿上草诏，因为害怕至晚不能写一个字，降为左司郎中。很久后，封广平郡公、太子右庶子。
陸餘慶对于寒门晚进，一定全力举荐。人有过错，当面指出，退无一言。开元初年，为河南、河北宣抚使，推荐富春孙逖、京兆韦述、吴兴蒋冽、河南达奚珣，后都成知名之士。升任大理卿。官至尚书左丞、散骑常侍、太子詹事，以老病致仕，去世后谥号庄。武则天、唐中宗时，酷吏用事、权贵横行，陸餘慶以正道自守，虽官位不高，他一直没有后悔。

## 子孙
- 陸珙
- 陸璪，字仲采，汾州刺史
  - 陸海，湖州刺史
  - 陸長源，字泳，汴宋節度使
    - 陸行儉
      - 陸復